# Антонів Володимир Спиридонович
Володи́мир Спиридо́нович Анто́нів (1933—2001) — український валторніст, педагог, заслужений діяч мистецтв України.

## Життєпис
Музичну освіту здобув у Львівському музичному училищі ім. С. Людкевича, по тому — у Львівській державній консерваторії ім. М. Лисенка, клас валторни В. В. Прядкіна.
Працював у оркестрі Львівського театру опери та балету ім. І. Франка, концертмейстер групи духових інструментів.
Протягом 1972—1997 років займав посаду директора Львівської середньої спеціалізованої музичної школи-інтернату ім. С. Крушельницької.
Довгий час працював у Львівській державній консерваторії ім. М. Лисенка — як доцент кафедри духових та ударних інструментів оркестрового факультету.
20 років був головою Ради директорів мистецьких навчальних закладів Львівської області. Намагався здійснювати національне відродження українського мистецтва у школах, проводив постійне оновлення педагогічного матеріалу, пошукові роботи, підтримував зв'язки з провідними виконавцями України та інших країн.
Нагороджений Почесною Грамотою Міністерства культури України.
Його учні ставали лауреатами національних та міжнародних конкурсів, працюють солістами у оркестрах України та Європи.